# شاهن آقایان
شاهن آقایان (ارمنی: Շահեն Աղայան؛ زاده ۱۲۹۶ خورشیدی - درگذشته تاریخ نامعلوم) وکیل دادگستری و مجلس ارمنی‌تبار اهل ایران بود.

## زندگی‌نامه
وی در ۱۹۱۸ میلادی (۱۲۹۶ خورشیدی) به دنیا آمد. شاهن دومین فرزند آلکساندر آقایان است. وی تحصیلات خود را در بلژیک به پایان برده و دکتر در علم حقوق و اقتصاد است و ضمن عهده‌دار بودن کارشناسی رسمی دادگستری در امور بیمه، به امر وکالت دادگستری نیز اشتغال دارد. شاهین مورد اعتماد اقلیت ارامنه بوده حل بیشتر امور قضایی و دعا وی آنان به عهده اوست.

## زندگی شخصی
اما آقایان (اردوخانیان) همسر شاهین آقایان از زنان سرشناس ارامنه است و به خاطر این ویژگی‌ها به نمایندگی مجلس برگزیده شده‌است.  فرزند شاهین، الکساندر آقایان نیز در رشته حقوق و اقتصاد از دانشگاه هاروارد آمریکا دیپلم دکترا گرفته و هم‌اکنون با پدر همکاری دارد. 

## آثار
- اصول بین المللی اعتبار علایم تجارتی و صنعتی